# Cricula trifenestrata
Cricula trifenestrata este o specie de molie din familia Saturniidae. Este întâlnită din India până în Filipine, Sulawesi și Java.

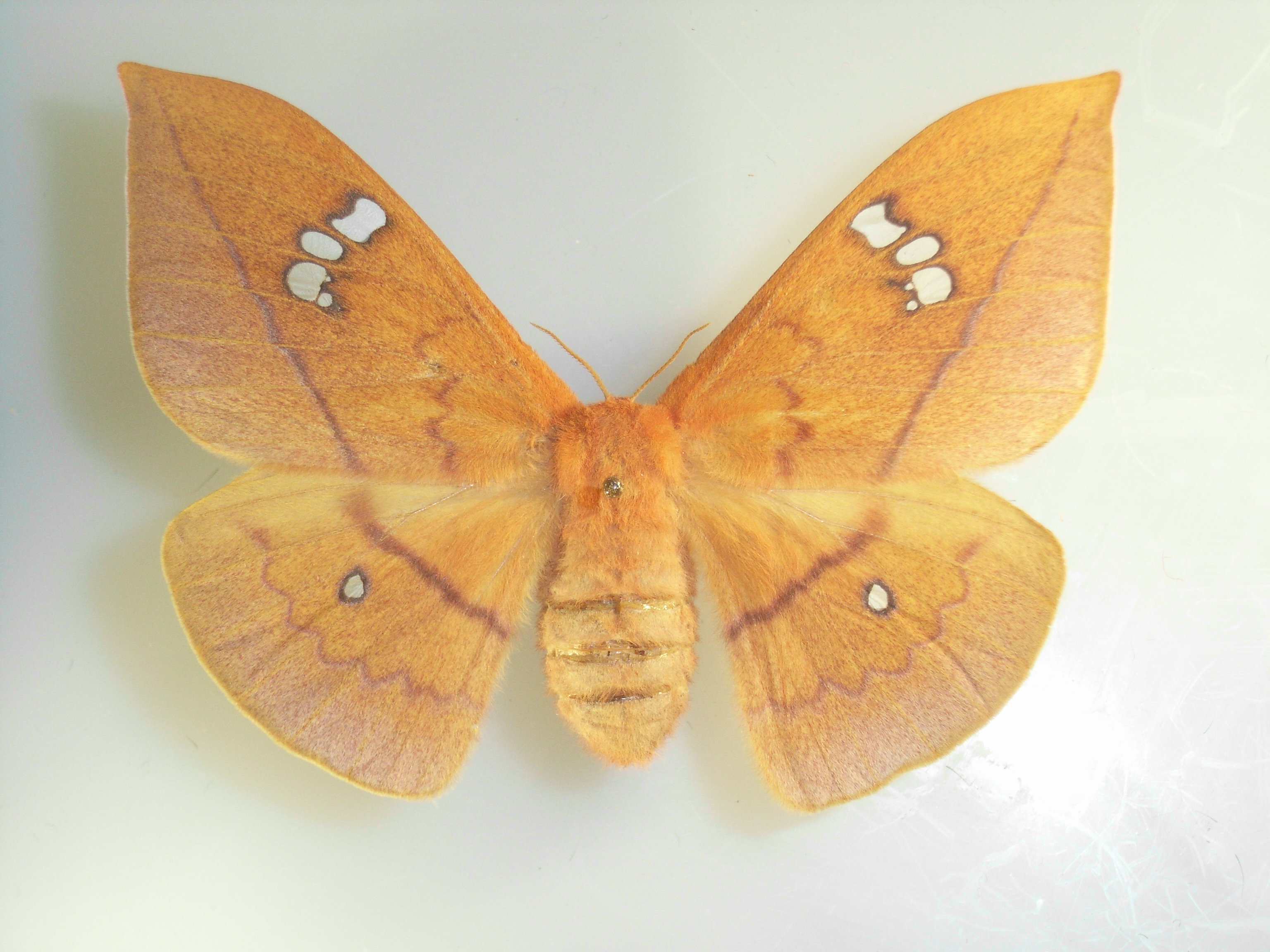
Femelă

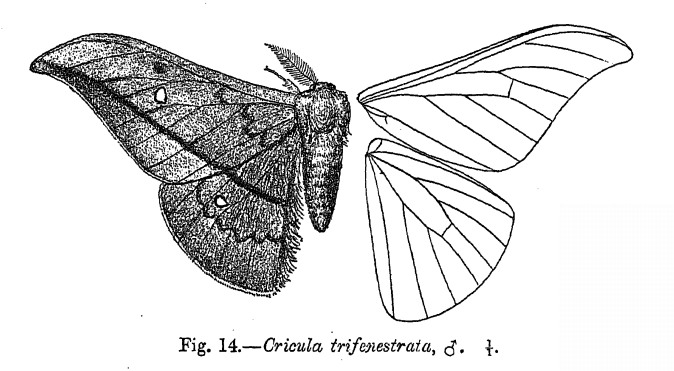
Aripile

Anvergura este de 65-100 mm. Adulții zboară între lunile mai și iunie, existând și o a doua posibilă generație din august până în septembrie.
Larvele au ca principală sursă de hrană specii de Anacardium, Mangifera, Spondias, Careya, Bischofia, Canarium, Quercus, Cinnamomum, Machilus, Persea, Acrocarpus, Ziziphus, Malus, Prunus, Pyrus, Salix și Schleichera.